# Viscosia parapedroensis
Viscosia parapedroensis är en rundmaskart som beskrevs av Allgen 1947. Viscosia parapedroensis ingår i släktet Viscosia och familjen Oncholaimidae. Inga underarter finns listade i Catalogue of Life.